# Aeroportul Srinagar
Aeroportul Srinagar (IATA: SXR, ICAO: VISR) este un aeroport din Budgam district⁠(d), Kashmir division⁠(d), Jammu și Cașmir (teritoriu unional), India ce deservește zona Srinagar. Aeroportul a fost tranzitat în decembrie 2022 de 336.504 pasageri. A fost numit după zona deservită.
Situat la o altitudine de 1.655 m, aeroportul dispune de o singură pistă. Este operat de Airports Authority of India⁠(d).